# 小行星2097
小行星2097（2097 Galle）是一颗围绕太阳公转的小行星。1953年8月11日，卡爾·威廉·萊茵姆特在海德堡发现了此天体。
該小行星以德國天文學家約翰·戈特弗里德·伽勒命名。
这颗小行星的绝对星等为28.74994940665227等。